# Monopoly (曲)
「Monopoly」（モノポリー）は、日本の女性アイドルグループ乃木坂46の楽曲。2023年12月6日に乃木坂46の34作目のシングルとしてN46Div.から発売された。秋元康が作詞、杉山勝彦が作曲した。楽曲のセンターポジションは遠藤さくらと賀喜遥香が務めた。

## 背景とリリース
CDシングルの発売は前作『おひとりさま天国』以来、約4か月ぶり。10月29日深夜放送のテレビ東京系『乃木坂工事中』で発売が、11月5日深夜放送の同番組で選抜メンバーが、それぞれ発表された。11月14日20時30分から公式YouTubeチャンネル「乃木坂配信中」で「Monopoly First Live」と題して初披露された。
Blu-ray付属の初回仕様限定盤Type-A・B・C・Dと、CDのみの通常盤の5形態で発売。初回仕様限定盤には全国イベント参加券と生写真がそれぞれ1枚ずつ封入される。

## アートワーク
| Type-A 表 | 遠藤さくら・賀喜遥香                                         |
| Type-B 表 | 井上和・久保史緒里・山下美月                                 |
| Type-C 表 | 池田瑛紗・岩本蓮加・川﨑桜・与田祐希                         |
| Type-D 表 | 一ノ瀬美空・梅澤美波・菅原咲月・田村真佑・筒井あやめ         |
| 通常盤 表 | 五百城茉央・黒見明香・柴田柚菜・冨里奈央・向井葉月・弓木奈於 |

10月中旬に群馬県太田市で撮影された。スポットライトを浴びている瞬間をファッショナブルに切り取り、アイドルグループとしての王道感、品格が感じられるビジュアルに仕上がっている。撮影は奥脇孝典（UM）が担当した。

## チャート成績
オリコン調べでは、初週53.9万枚を売り上げ、2023年12月18日付のオリコン週間シングルランキングで初登場1位を獲得した。『おいでシャンプー』より連続33作1位獲得となり、女性アーティストとして歴代2位の記録を自己更新した。
Billboard JAPANでは、初週69万1515枚を売り上げ、2023年12月13日公開のBillboard Japan Top Singles Salesで初登場1位を獲得した。

## ミュージック・ビデオ
Monopoly
監督：池田一真、振付：WARNER
11月上旬に静岡県西伊豆で撮影された。テーマは「独占欲」で、遠藤さくらが賀喜遥香の愛を独占したいと思いつつも、それに応えようとしない賀喜遥香。交錯する2人の思いをコンセプトに制作された。
思い出が止まらなくなる
監督：東市篤憲
11月上旬に東京都江東区の「海の森水上競技場」（東京オリンピックのボート競技会場）で撮影された。アンダー曲で初のセンターを担う中西アルノは、爽やかで明るい楽曲をどう表現すればよいか試行錯誤しながら撮影に臨んだ。
いつの日にか、あの歌を…
監督：大久保拓朗
10月末に神奈川県で撮影された。テーマは「目覚め」で、グループの約12年間の歴史の中で作られた数々の楽曲が、次世代を担う5期生メンバーによって受け継がれていくことが示唆されている。グループ最年少メンバー・小川彩の海辺での撮影では、強風で髪の毛が乱れたものの、とにかくダンスに集中して撮影を行った。

## シングル収録トラック

### Type-A
| #         | タイトル                                        | 作詞      | 作曲       | 編曲                     | 時間  |
| --------- | ----------------------------------------------- | --------- | ---------- | ------------------------ | ----- |
| 1.        | 「Monopoly」                                    | 秋元康    | 杉山勝彦   | 杉山勝彦、谷地学、尾上榛 | 3:58  |
| 2.        | 「思い出が止まらなくなる」                      | 秋元康    | youth case | 石塚知生、youth case     | 4:21  |
| 3.        | 「助手席をずっと空けていた」                    | 秋元康    | 中村泰輔   | 中村泰輔、TomoLow        | 4:29  |
| 4.        | 「Monopoly ～off vocal ver.～」                 |           | 杉山勝彦   | 杉山勝彦、谷地学、尾上榛 | 3:58  |
| 5.        | 「思い出が止まらなくなる ～off vocal ver.～」   |           | youth case | 石塚知生、youth case     | 4:21  |
| 6.        | 「助手席をずっと空けていた ～off vocal ver.～」 |           | 中村泰輔   | 中村泰輔、TomoLow        | 4:28  |
| 合計時間: | 合計時間:                                       | 合計時間: | 合計時間:  | 合計時間:                | 25:35 |

| #  | タイトル                                                                                   | 作詞 | 作曲・編曲 | 監督 |
| -- | ------------------------------------------------------------------------------------------ | ---- | ---------- | ---- |
| 1. | 「夏曲メドレー（夏のFree&Easy、太陽ノック、走れ！Bicycle、ガールズルール、裸足でSummer）」 |      |            |      |
| 2. | 「おひとりさま天国」                                                                       |      |            |      |

### Type-B
| #         | タイトル                                      | 作詞      | 作曲       | 編曲                     | 時間  |
| --------- | --------------------------------------------- | --------- | ---------- | ------------------------ | ----- |
| 1.        | 「Monopoly」                                  | 秋元康    | 杉山勝彦   | 杉山勝彦、谷地学、尾上榛 | 3:58  |
| 2.        | 「思い出が止まらなくなる」                    | 秋元康    | youth case | 石塚知生、youth case     | 4:21  |
| 3.        | 「羊飼いよ」                                  | 秋元康    | 山本加津彦 | 山本加津彦               | 3:57  |
| 4.        | 「Monopoly ～off vocal ver.～」               |           | 杉山勝彦   | 杉山勝彦、谷地学、尾上榛 | 3:58  |
| 5.        | 「思い出が止まらなくなる ～off vocal ver.～」 |           | youth case | 石塚知生、youth case     | 4:21  |
| 6.        | 「羊飼いよ ～off vocal ver.～」               |           | 山本加津彦 | 山本加津彦               | 3:55  |
| 合計時間: | 合計時間:                                     | 合計時間: | 合計時間:  | 合計時間:                | 24:30 |

| #  | タイトル                    | 作詞 | 作曲・編曲 | 監督 |
| -- | --------------------------- | ---- | ---------- | ---- |
| 1. | 「ごめんねFingers crossed」 |      |            |      |
| 2. | 「Actually...」             |      |            |      |
| 3. | 「逃げ水」                  |      |            |      |

### Type-C
| #         | タイトル                                      | 作詞      | 作曲         | 編曲                     | 時間  |
| --------- | --------------------------------------------- | --------- | ------------ | ------------------------ | ----- |
| 1.        | 「Monopoly」                                  | 秋元康    | 杉山勝彦     | 杉山勝彦、谷地学、尾上榛 | 3:58  |
| 2.        | 「思い出が止まらなくなる」                    | 秋元康    | youth case   | 石塚知生、youth case     | 4:21  |
| 3.        | 「手ごねハンバーグ」                          | 秋元康    | ツキダタダシ | 野中"まさ"雄一           | 4:44  |
| 4.        | 「Monopoly ～off vocal ver.～」               |           | 杉山勝彦     | 杉山勝彦、谷地学、尾上榛 | 3:58  |
| 5.        | 「思い出が止まらなくなる ～off vocal ver.～」 |           | youth case   | 石塚知生、youth case     | 4:21  |
| 6.        | 「手ごねハンバーグ ～off vocal ver.～」       |           | ツキダタダシ | 野中"まさ"雄一           | 4:43  |
| 合計時間: | 合計時間:                                     | 合計時間: | 合計時間:    | 合計時間:                | 26:05 |

| #  | タイトル               | 作詞 | 作曲・編曲 | 監督 |
| -- | ---------------------- | ---- | ---------- | ---- |
| 1. | 「偶然を言い訳にして」 |      |            |      |
| 2. | 「環状六号線」         |      |            |      |
| 3. | 「白米様」             |      |            |      |

### Type-D
| #         | タイトル                                      | 作詞      | 作曲       | 編曲                     | 時間  |
| --------- | --------------------------------------------- | --------- | ---------- | ------------------------ | ----- |
| 1.        | 「Monopoly」                                  | 秋元康    | 杉山勝彦   | 杉山勝彦、谷地学、尾上榛 | 3:58  |
| 2.        | 「思い出が止まらなくなる」                    | 秋元康    | youth case | 石塚知生、youth case     | 4:21  |
| 3.        | 「スタイリッシュ」                            | 秋元康    | 柴矢俊彦   | ツタナオヒコ             | 4:24  |
| 4.        | 「Monopoly ～off vocal ver.～」               |           | 杉山勝彦   | 杉山勝彦、谷地学、尾上榛 | 3:58  |
| 5.        | 「思い出が止まらなくなる ～off vocal ver.～」 |           | youth case | 石塚知生、youth case     | 4:21  |
| 6.        | 「スタイリッシュ ～off vocal ver.～」         |           | 柴矢俊彦   | ツタナオヒコ             | 4:23  |
| 合計時間: | 合計時間:                                     | 合計時間: | 合計時間:  | 合計時間:                | 25:25 |

| #  | タイトル         | 作詞 | 作曲・編曲 | 監督 |
| -- | ---------------- | ---- | ---------- | ---- |
| 1. | 「意外BREAK」    |      |            |      |
| 2. | 「Am I Loving?」 |      |            |      |
| 3. | 「自惚れビーチ」 |      |            |      |

### 通常盤
| #         | タイトル                                       | 作詞      | 作曲       | 編曲                     | 時間  |
| --------- | ---------------------------------------------- | --------- | ---------- | ------------------------ | ----- |
| 1.        | 「Monopoly」                                   | 秋元康    | 杉山勝彦   | 杉山勝彦、谷地学、尾上榛 | 3:58  |
| 2.        | 「思い出が止まらなくなる」                     | 秋元康    | youth case | 石塚知生、youth case     | 4:21  |
| 3.        | 「いつの日にか、あの歌を…」                    | 秋元康    | 松尾一真   | 松尾一真                 | 4:33  |
| 4.        | 「Monopoly ～off vocal ver.～」                |           | 杉山勝彦   | 杉山勝彦、谷地学、尾上榛 | 3:58  |
| 5.        | 「思い出が止まらなくなる ～off vocal ver.～」  |           | youth case | 石塚知生、youth case     | 4:21  |
| 6.        | 「いつの日にか、あの歌を… ～off vocal ver.～」 |           | 松尾一真   | 松尾一真                 | 4:31  |
| 合計時間: | 合計時間:                                      | 合計時間: | 合計時間:  | 合計時間:                | 25:42 |

### Special Edition
| 全作詞: 秋元康。 |                              |           |              |                          |      |
| #                | タイトル                     | 作詞      | 作曲         | 編曲                     | 時間 |
| 1.               | 「Monopoly」                 | 秋元康    | 杉山勝彦     | 杉山勝彦、谷地学、尾上榛 | 3:58 |
| 2.               | 「思い出が止まらなくなる」   | 秋元康    | youth case   | 石塚知生、youth case     | 4:21 |
| 3.               | 「助手席をずっと空けていた」 | 秋元康    | 中村泰輔     | 中村泰輔、TomoLow        | 4:29 |
| 4.               | 「羊飼いよ」                 | 秋元康    | 山本加津彦   | 山本加津彦               | 3:57 |
| 5.               | 「手ごねハンバーグ」         | 秋元康    | ツキダタダシ | 野中"まさ"雄一           | 4:44 |
| 6.               | 「スタイリッシュ」           | 秋元康    | 柴矢俊彦     | ツタナオヒコ             | 4:24 |
| 7.               | 「いつの日にか、あの歌を…」  | 秋元康    | 松尾一真     | 松尾一真                 | 4:33 |
| 合計時間:        | 合計時間:                    | 合計時間: | 合計時間:    | 30:26                    |      |

## 歌唱メンバー

### Monopoly
（センター：遠藤さくら、賀喜遥香）
- 3列目：冨里奈央、向井葉月、柴田柚菜、菅原咲月、筒井あやめ、一ノ瀬美空、弓木奈於、黒見明香、五百城茉央
- 2列目：梅澤美波、川﨑桜、与田祐希、井上和、岩本蓮加、池田瑛紗、田村真佑
- 1列目：山下美月、賀喜遥香、遠藤さくら、久保史緒里

遠藤さくらが27thシングル「ごめんねFingers crossed」以来7作ぶり3度目、賀喜遥香が30thシングル「好きというのはロックだぜ!」以来4作ぶり3度目のセンターを務める。表題曲のWセンターは32ndシングル「人は夢を二度見る」以来、2作ぶり6度目。選抜メンバーは前作と同じ20人で、福神メンバーも前作と同じ11人（十一福神）。前作の選抜メンバーからは、体調不良により今作の活動に参加していない金川紗耶のほか、伊藤理々杏、中村麗乃以外の全メンバーが今作でも選抜入りしている。4期生の黒見明香と5期生の冨里奈央が初の選抜入りとなったほか、3期生の向井葉月が加入7年目で初の選抜入りを果たした。また5期生の池田瑛紗が初の福神、同じく5期生の川﨑桜が32ndシングル「人は夢を二度見る」以来の福神復帰となった。

### 思い出が止まらなくなる
（センター：中西アルノ）
- 3期生：伊藤理々杏、阪口珠美、佐藤楓、中村麗乃、吉田綾乃クリスティー
- 4期生：佐藤璃果、清宮レイ、林瑠奈、松尾美佑、矢久保美緒
- 5期生：岡本姫奈、小川彩、奥田いろは、中西アルノ

アンダーメンバーによる楽曲。中西アルノは5期生メンバーとして初めてのアンダーセンターを務める。体調不良で活動を休止していた林瑠奈と岡本姫奈が今作から復帰した。

### 助手席をずっと空けていた
- 五百城茉央、梅澤美波、松尾美佑[15]

### 羊飼いよ
- 久保史緒里、中西アルノ、林瑠奈[15]

### 手ごねハンバーグ
- 一ノ瀬美空、田村真佑、与田祐希[15]

### スタイリッシュ
- 賀喜遥香、菅原咲月、山下美月[15]

### いつの日にか、あの歌を…
（センター：小川彩）
- 五百城茉央、池田瑛紗、一ノ瀬美空、井上和、岡本姫奈、小川彩、奥田いろは、川﨑桜、菅原咲月、冨里奈央、中西アルノ

5期生による楽曲。